# Apolónides de Cos
Apolónides de Cos fue un médico griego del siglo V a. C., y uno de los principales personajes de la obra del historiador Ctesias. Sirvió como médico de la familia real del Artajerjes I de Persia. Según Ctesias, mantuvo relaciones íntimas con la princesa Amitis, razón por la cual fue ejecutado por la reina madre Amestris.